# Peter Horton (Schauspieler)

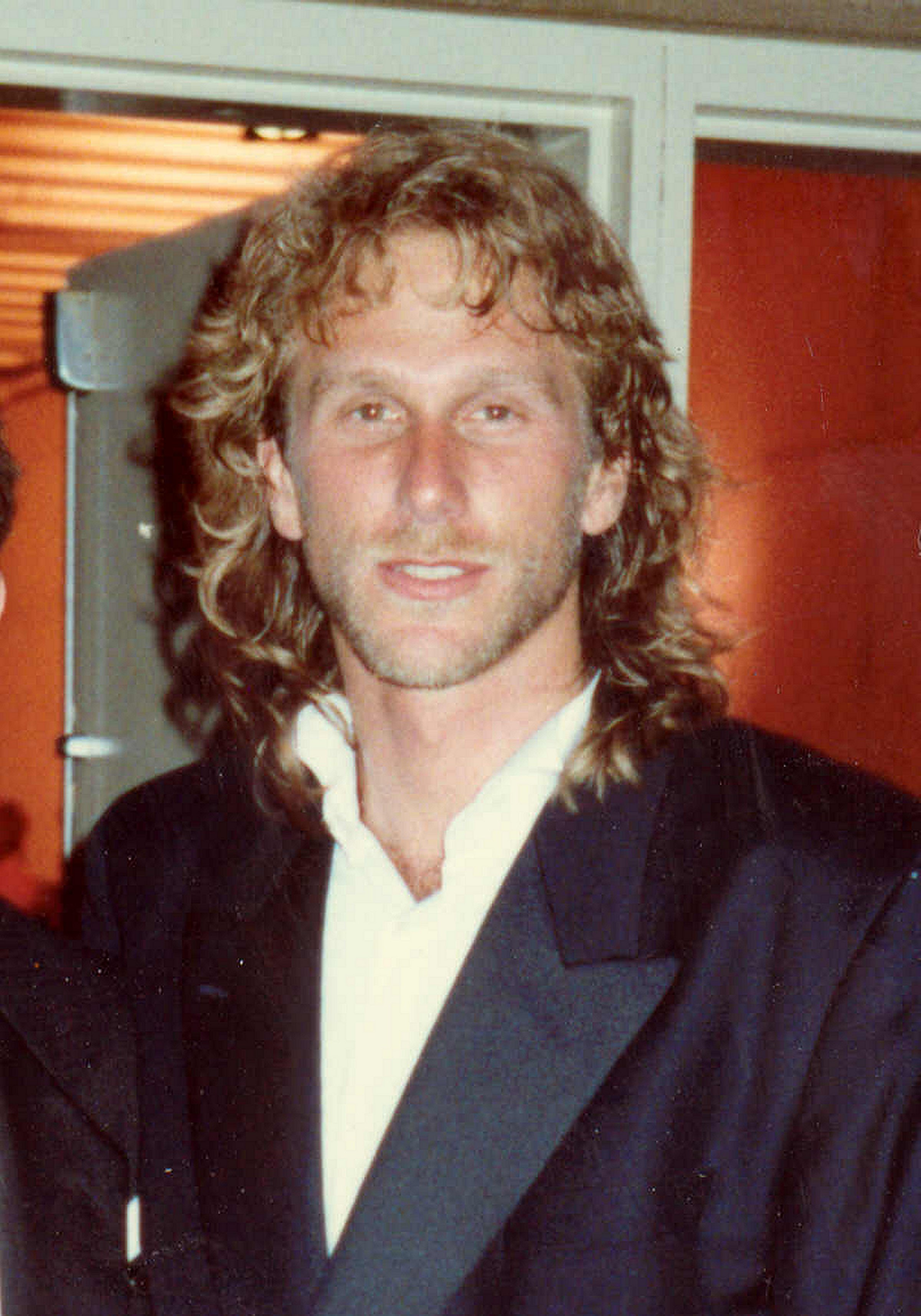
Peter Horton bei den Emmy Awards 1988

Peter Horton (* 20. August 1953 in Bellevue, Washington) ist ein US-amerikanischer Schauspieler, Produzent und auch Regisseur. Dem deutschen Publikum ist er hauptsächlich durch seine Rolle des Gary Shepherd in der Fernsehserie Die besten Jahre (Originaltitel: thirtysomething) bekannt.

## Karriere
Peter Horton hatte ab Ende der 1970er Jahre erste Auftritte in Film- und Fernsehproduktionen. 1984 spielte er die Hauptrolle in dem Horrorfilm Kinder des Zorns. Drei Jahre inszenierte er zusammen mit John Landis den Film Amazonen auf dem Mond oder Warum die Amis den Kanal voll haben. Als ausführender Produzent war er für die Serie Dirty Sexy Money zuständig, deren Pilotfolge er auch als Regisseur inszenierte. Seit 1985 tritt er als Regisseur in Erscheinung und ist vornehmlich für das Fernsehen tätig. Zu den wenigen von ihm inszenierten Filmen gehört Mississippi - Fluss der Hoffnung aus dem Jahr 1995.
Er inszenierte unter anderem auch mehrere Episoden der Fernsehserie Grey’s Anatomy, für diese Arbeit wurde er für den DGA Award und 2005 für den Emmy nominiert. Von 2005 bis 2007 war er auch als Co- bzw. Ausführender Produzent für die Serie tätig. 
Peter Horton ist zum dritten Mal verheiratet. Seine erste Ehe mit der Schauspielerin Michelle Pfeiffer hielt von 1981 bis 1988. 1995 heiratete Horton ein zweites Mal, zwei Kinder gingen aus dieser Ehe hervor.
Entgegen anderslautenden Gerüchten im Internet war er nie mit Linda Hamilton verheiratet.

## Filmografie (Auswahl)
- 1980: Serial
- 1980: Fade to Black – Die schönen Morde des Eric Binford (Fade to Black)
- 1982: Das Idol (Split Image)
- 1984: Kinder des Zorns (Children of the Corn)
- 1987–1991: Die besten Jahre (Thirtysomething)
- 1987: Amazonen auf dem Mond oder Warum die Amis den Kanal voll haben (Amazon Women on the Moon, auch Regie)
- 1996: 2 Tage in L. A. (2 Days in the Valley)
- 1997: Am Ende der Gewalt (The End of Violence)
- 1997: In eisige Höhen – Sterben am Mount Everest (Into Thin Air: Death On Everest)
- 2003: Thought Crimes – Tödliche Gedanken (Thoughtcrimes)
- 2004: The Dust Factory – Die Staubfabrik (The Dust Factory)
- 2008: In Treatment – Der Therapeut (Fernsehserie, 1 Folge)
- 2010: Life Unexpected – Plötzlich Familie (Fernsehserie, 1 Folge)
- 2012: CSI: NY (Fernsehserie, 1 Folge)